# Falsimargarita
Falsimargarita là một chi ốc biển, là động vật thân mềm chân bụng sống ở biển trong họ Calliostomatidae.

## Các loài
Các loài trong chi Falsimargarita gồm có:
- Falsimargarita atlantoides (Quinn, 1992)
- Falsimargarita benthicola Dell, 1990[2]
- Falsimargarita callista B. A. Marshall, 2016
- Falsimargarita challengerica B. A. Marshall, 2016
- Falsimargarita coriolis B. A. Marshall, 2016
- Falsimargarita coronata (Quinn, 1992)
- Falsimargarita eximia B. A. Marshall, 2016
- Falsimargarita gemma (E.A. Smith, 1915)[3]
- Falsimargarita georgiana Dell, 1990[4]
- Falsimargarita glaucophaos (Barnard, 1963)
- Falsimargarita imperialis (Simone & Birman, 2006)
- Falsimargarita iris (E.A. Smith, 1915)
- Falsimargarita kapala B. A. Marshall, 2016
- Falsimargarita nauduri Warén & Bouchet, 2001[5]
- †Falsimargarita parvispira Quilty, Darragh, Gallagher & Harding, 2016
- Falsimargarita renkeri Engl, 2020
- Falsimargarita stephaniae Rios & Simone, 2005[6]
- Falsimargarita tangaroa B. A. Marshall, 2016
- Falsimargarita terespira Simone, 2008[7]
- Falsimargarita thielei (Hedley, 1916)[8]